# إيهاب إلياس
إيهاب إلياس هو عالم حاسوب كندي، مصري ولد في 13 مايو 1973.